# Treize Raisons
Pour la série, voir 13 Reasons Why (série télévisée).
Treize Raisons (réédité ensuite en France sous le titre 13 Reasons Why ; en anglais Thirteen Reasons Why) est un roman américain pour jeunes adultes de Jay Asher, publié en 2007 et racontant l'histoire de Hannah Baker, une lycéenne expliquant à travers des cassettes les treize raisons pour lesquelles elle a mis fin à ses jours.
Dès sa sortie, le livre reçoit une grande reconnaissance et devient rapidement un best-seller. Récompensé par plusieurs prix littéraires, son édition de poche atteint en juillet 2011 la première place sur la liste des best-sellers hebdomadaires du New York Times. Le succès du roman suscite également des réactions négatives, et devient l'un des livres les plus prohibés aux États-Unis des années 2010.

## Synopsis
Treize Raisons aborde des sujets sérieux et importants comme le suicide, le viol et le harcèlement scolaire. L’histoire se concentre sur Clay Jensen alors qu’il reçoit un lot de sept cassettes audio enregistrées par Hannah Baker. Sur ces dernières, Hannah relate les treize raisons et circonstances qui l’ont poussée à mettre fin à ses jours (chaque cassette ayant une raison par face, à l'exception de la septième). Chaque cassette, ainsi que chaque épisode, vient mettre en avant la responsabilité de certains élèves quant au suicide de Hannah.

## Construction
Le livre est organisé en cassettes : à la place de « Chapitre 1 », il est écrit « K7 N°1 : FACE A ».

## Personnages principaux
- Clay Jensen
- Hannah Baker
- Tony Padilla
- Justin Foley
- Jessica Davis
- Bryce Walker
- Alex Standall
- Zachary Shan-Yung Dempsey
- Tyler Down
- Lainie Jensen, la mère de Clay
- Matt Jensen, le père de Clay
- M. Porter, le CPE du lycée
- Olivia Baker, la mère d'Hannah
- Andrew Baker, le père d'Hannah
- Jenny Kurtz
- Courtney Crimsen
- Marcus Cooley
- Jeff Atkins
- Ryan Shaver

## Accueil critique
À sa sortie, le roman reçoit des retours à la fois positifs et négatifs. Malgré les critiques mitigées, le roman devient un best-seller : quelque temps après la sortie sur Netflix de son adaptation, il est classé seizième dans la liste des 100 meilleurs livres de 2017 selon USA Today.
Sa notoriété, amplifiée par la popularité de la série télévisée, suscite des critiques, notamment de la part de psychologues scolaires qui regrettent que le livre n'ait pas frontalement abordé la maladie mentale, donnant l'impression que la mort de Hannah Baker semble être le résultat de « facteurs de stress ou de défis d'adaptation ». Certaines critiques vont même jusqu'à se demander si le récit ne glorifie pas le suicide.

## Prix et distinctions

### Récompenses
- 2010 : South Carolina Young Adult Book Award[6],[7]

- 2013 : Illinois Teen Readers' Choice Lincoln Award[8]

## Adaptation au cinéma
Le 8 février 2011, le studio Universal Pictures annonce l’acquisition des droits d'adaptation du roman Treize Raisons de Jay Asher pour l'adapter au cinéma avec l'actrice Selena Gomez dans le rôle principal de Hannah Baker, mais le projet est abandonné.
En 2015, Netflix et Paramount Television commandent une adaptation nommée 13 Reasons Why sous forme de série de 13 épisodes qui durent entre 50 minutes et 1 heure, avec Dylan Minnette dans le rôle principal, et Katherine Langford dans le rôle de Hannah Baker. Selena Gomez et sa mère Mandy Teefey participent à la production exécutive de la série,. Série dramatique créée par Brian Yorker, la première saison est mise en ligne le 31 mars 2017 sur Netflix. La saison 2 est mise en ligne le 18 mai 2018 sur Netflix.
La saison 3 est mise en ligne le 23 août 2019 sur Netflix, et la série a été renouvelée par la plateforme pour une quatrième et dernière saison, dont la mise en ligne est prévue le 5 juin 2020, toujours sur Netflix.